# Prélature territoriale de Juli
La prélature territoriale de Juli (en latin : Praelatura Territorialis Iuliensis ; en espagnol : Prelatura territorial de Juli) est une prélature territoriale de l'Église catholique du Pérou, suffragante de l'archidiocèse d'Arequipa.

## Territoire
Il comprend quatre provinces du département de Puno : Chucuito, El Collao, Yunguyo et les districts d'Acora, Chucuito, Platería, Pichacani dans la province de Puno. Le reste du département de Puno est situé dans le diocèse de Puno et les prélatures territoriales d'Ayaviri et Huancané.
Il possède un territoire d'une superficie de 13 805 km2 divisé en 15 paroisses. L'évêché est dans la ville de Juli où se trouve la cathédrale saint Pierre apôtre.

## Histoire
La prélature territoriale est érigée le 3 août 1957 par la constitution apostolique Qui disponente du pape Pie XII en prenant sur le territoire du diocèse de Puno.
Le 3 avril 2019, il cède une portion de son territoire pour l'érection de la prélature territoriale de Santiago Apóstol de Huancané.

## Évêques
- Edward Louis Fedders, M.M (3 août 1957 - 11 mars 1973)
  - Sede vacante (1973-1988)
- Raimundo Revoredo Ruiz, C.M (25 novembre 1988 - 29 mai 1999)
- Elio Alevi Pérez Tapia, S.D.B (19 avril 2001 - 25 juin 2005)
- José María Ortega Trinidad (22 avril 2006 - 15 novembre 2018)
- Ciro Quispe López (15 novembre 2018 - )